# تنیویتسه دوژه
تنیویتسه دوژه (به لاتین: Tyniewicze Duże) یک منطقهٔ مسکونی در لهستان است که در Gmina Narew واقع شده‌است.